# Ротарит
Ротарит (на италиански: Rotarit, на френски: Rotharit; * VII век, † 702, Торино, Лангобардски кралство) е лангобардски благородник от Италия, член на династията на Ародингите и последен херцог на Бергамо. Обявява се за крал на лангобардите през 702 г.

## Биография
След смъртта на лангобардския крал Кунинкперт през 700 г. Ротарит подкрепя малолетния крал Лиутперт – син на починалия и неговия регент Анспранд – херцог на Асти срещу претенциите на торинския херцог Рагинперт – син на крал Годеперт и представител на управляващата Баварска династия. В началото на 701 г. Рагинперт успява да ги победи в битка близо до Новара, след което се възкачва на трона с подкрепата на лангобардите от Неустрия (както се нарича по онова време северозападната част на кралството). Веднага към него се присъединява и синът му – бъдещият крал Ариперт II.
Рагинперт умира няколко месеца по-късно. Тогава Ротарит се разбунтува срещу сина му Ариперт II, но през 702 г. е разгромен отново в района на лангобардската столица Павия. Той решава да намери убежище в крепостта си в Бергамо, където се провъзгласява за крал. Тогава крал Ариперт II обсажда града. Според Павел Дякон кралят превзема Бергамо без много трудности благодарение на използването на тарани и различни бойни машини, и залавя Ротарит.
С обръсната глава и брада (позор за лангобардски благородник) Ротарит е изпратен в изгнание в Торино, където е убит няколко дена по-късно (702 г.). След него изчезва Херцогство Бергамо.